# Велички (гміна)
Гмі́на Велі́чкі (пол. Gmina Wieliczki) — сільська гміна у північній Польщі. Належить до Олецького повіту Вармінсько-Мазурського воєводства.
Станом на 31 грудня 2011 у гміні проживало 3462 особи.

## Територія
Згідно з даними за 2007 рік площа гміни становила 140.71 км², у тому числі:
- орні землі: 70.00%
- ліси: 21.00%

Таким чином, площа гміни становить 16.10% площі повіту.

## Населення
Станом на 31 грудня 2011:
| Опис     | Загалом | Загалом | Чоловіки | Чоловіки | Жінки | Жінки |
| -------- | ------- | ------- | -------- | -------- | ----- | ----- |
| одиниця  | осіб    | %       | осіб     | %        | осіб  | %     |
| все      | 3462    | 100     | 1778     | 51.36    | 1684  | 48.64 |
| міське   | 0       | 100     | 0        |          | 0     |       |
| сільське | 3462    | 100     | 1778     | 51.36    | 1684  | 48.64 |

## Сусідні гміни
Гміна Велічкі межує з такими гмінами: Бакалажево, Каліново, Олецько, Рачкі.